# Elżbieta Korfantowa
Elżbieta Korfantowa, de domo Szprot lub Sprot (ur. 3 grudnia 1882 w Karbiu, zm. 8 stycznia 1966 w Katowicach) – śląska działaczka społeczna i polityczna, posłanka na Sejm Śląski III kadencji (1930–1935); żona Wojciecha Korfantego.

## Życiorys

### Rodzina
Jej ojciec był sztygarem. Miała trzy siostry i dwóch braci. Biegle posługiwała się niemieckim i polskim, mówiła gwarą śląską.
W 1902 pracowała jako ekspedientka w domu towarowym braci Barasch w Bytomiu w dziale z galanterią. W dniu 30 czerwca 1903 poślubiła polityka i działacza społecznego Wojciecha Korfantego. Ślub kościelny mieli wziąć 1 lipca w kościele pw. Świętej Trójcy w Bytomiu, ale ze względu na domniemane autorstwo antyniemieckiego listu opublikowanego w „Górnoślązaku”, przypisywane Konfantemu, i broszurę „Precz z Centrum”, sprzeciwiającej się partii kształtującej postawy Górnoślązaków na Prusaków, sakrament mieli przyjąć dwa tygodnie później podczas skromnej uroczystości po oficjalnych przeprosinach, które miał wystosować polityk. Ponieważ Korfanty odmówił przeprosin, władający diecezją wrocławską kardynał Georg von Kopp wydał polecenie zakazujące księżom na Śląsku udzielenia zgody na zawarcie przez niego małżeństwa w kościele.
Młodzi mieli tylko ślub cywilny. Przeprowadzili się do Krakowa. Początkowo mieszkali osobno. Elżbieta prowadziła lekcje niemieckiego w Wyższej Pensji Żeńskiej Heleny Kaplińskiej i Łucji Żeleszkiewicz. Po dopełnieniu trzymiesięcznego domicylu wymaganego do procedowania małżeństwa w Austro-Węgrzech, 5 października 1903 zawarli związek małżeński w kościele pw. św. Krzyża przy poparciu kleru krakowskiego.
Następnie wrócili do Katowic, gdzie w wynajmowali mieszkanie przy ul. Stawowej 3. Ich czworo dzieci: Halżka Aleksandra primo voto Rupp, secundo voto Kozłowska (ur. 7 września 1904 w Katowicach, zm. 15 września 1990 w Bostonie), Zbigniew Włodzimierz (ur. 29 grudnia 1905 w Katowicach, zm. 15 lipca 1970 w Dallas),  Maria Bolesława po mężu Ullman (ur. 25 marca 1908 w Katowicach, zm. 6 października 1996 w Nowym Jorku) i Witold Wojciech (ur. 8 sierpnia 1910 w Katowicach, zm. 20 września 1938 tamże). Korfantowie mieli pięcioro wnuków: Teresę i Marię (córki Halżki z małżeństwa z Rudolfem Ruppem), Wojciecha i Feliksa (synów Zbigniewa) oraz Wojciecha Ullmanna (syna Marii).
W 1912 Korfantowie zamieszkali w Berlinie-Charlottenburgu przy Eislebnerstrasse, gdzie Wojciech pracował jako korespondent.  
W 1918, przed powstaniem wielkopolskim, Elżbieta z dziećmi przyjechała do Poznania, gdzie zamieszkała przy Moście Teatralnym. Wojciech Korfanty mieszkał wówczas kolejno w Bytomiu, Sosnowcu i w Szopienicach. Po przyłączeniu części Górnego Śląska do Polski (1922) rodzina zamieszkała w Katowicach. Najpierw wynajmowali mieszkanie przy ul. Sienkiewicza. Ostatecznie kupili willę przy ul. Powstańców 41.
W 1935 Elżbieta rozdzieliła się z mężem – on wyjechał do Czechosłowacji, ona z dziećmi nadal mieszkała w Katowicach. Często odwiedzała Wojciecha. W 1938 zmarł ich syn Witold. Korfanty wrócił na krótko do rodzinnego domu w 1939, po czym został aresztowany i trafił do więzienia na Mokotowie. Zmarł z wycieńczenia. Na pogrzebie żegnała go żona i syn Zbigniew.
Dzień po pogrzebie rodzina wyjechała do Warszawy. We wrześniu 1939 postanowili uciec na wschód. Rodzina się rozdzieliła. Kobiety, w tym Elżbieta, oraz dzieci po agresji ZSRR na Polskę znalazły się na obszarze okupacji sowieckiej. Po okresie życia w ukryciu w leśniczówce wróciły do Warszawy. Przedostali się do Krakowa, następnie do Wiednia. Pociągiem przez Rzym pojechali do Paryża. Wraz z grupą rodzin członków rządu na uchodżstwie zamieszkali w majątku pod Angers. Następnie popłynęli statkiem do Wielkiej Brytanii.
Elżbieta wróciła do Polski w 1947 jako jedyna z rodziny Korfantych (dzieci pozostały na emigracji w Wielkiej Brytanii, Kanadzie i USA). Zamieszkała z siostrami w Katowicach przy ul. Szafranka 9 (dziś siedziba Muzeum Historii Katowic). Przez 2 lata mieszkała u brata Pawła Sprotta przy ul. Kopernika 32. Dom rodzinny przy Powstańców 41 wynajmowała Muzeum Górnictwa, z czasem go sprzedała, nie otrzymując jednak w pełni zapłaty.
W 1964 złamała nogę. Odtąd jeździła na wózku inwalidzkim. Zmarła w domu przy ul. Szafranka w Katowicach z powodu wylewu krwi do mózgu. Została pochowana na cmentarzu przy ul. Francuskiej w Katowicach w rodzinnym grobowcu obok męża.

### Działalność społeczna

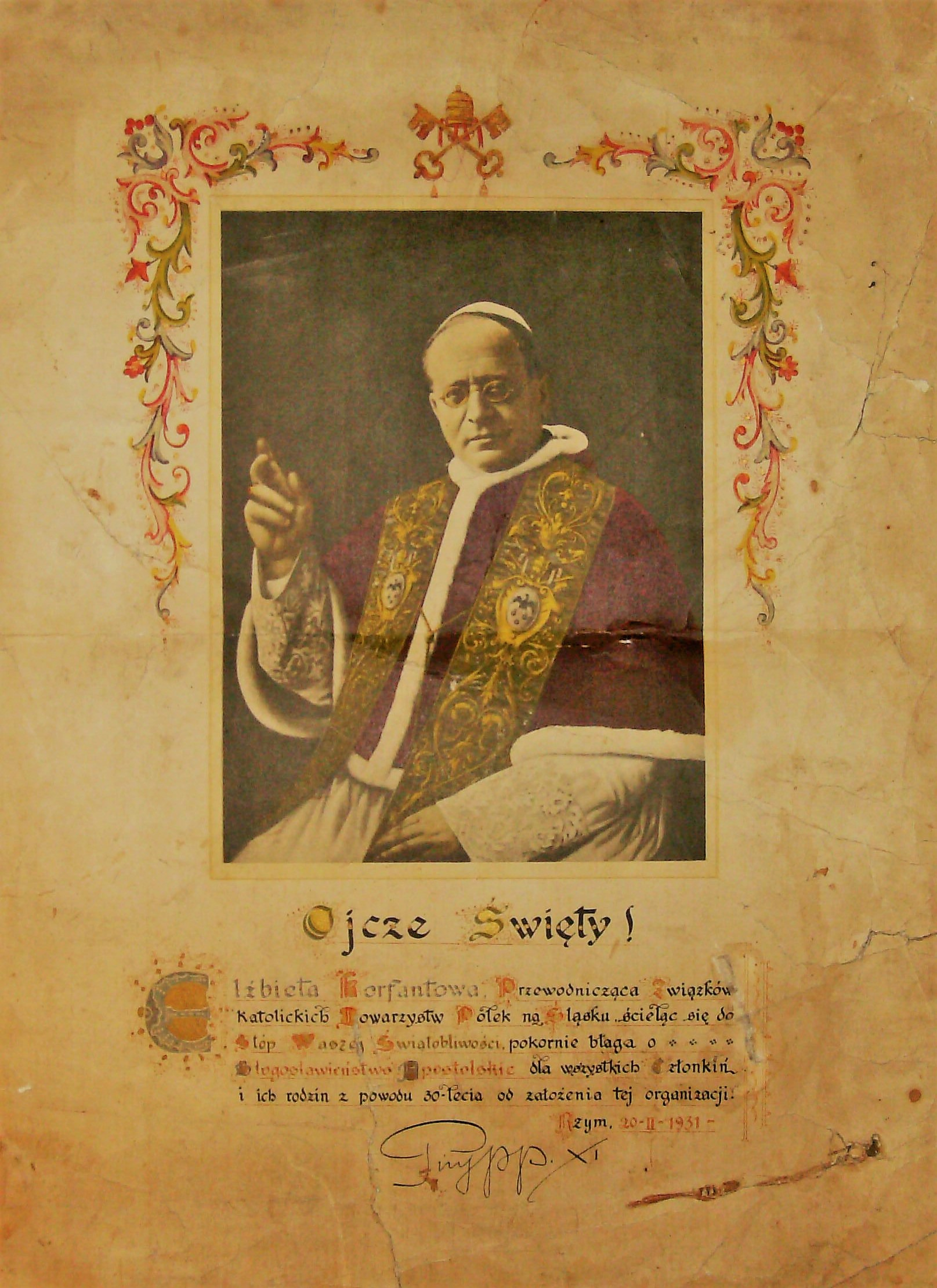
Błogosławieństwo udzielone 20 lutego 1931 Elżbiecie Korfantowej i członkiniom Związku Katolickich Towarzystw Polek na Śląsku przez papieża Piusa XI

Zajmowała się krzewieniem oświaty oraz działalnością społeczną, szczególnie wśród kobiet, m.in. w Czytelni dla Kobiet i Towarzystwie Kobiet. Od 1922 była członkinią Związku Towarzystwa Polek oraz zastępczynią przewodniczącej. Podczas spotkań katowickiego oddziału towarzystwa nosiła strój śląski. Od 1927 prezes Związku Katolickich Towarzystw Polek na Górnym Śląsku. Działała w Polskim Czerwonym Krzyżu.
Towarzyszyła mężowi w czasie wielu imprez, inicjatyw i uroczystości. Była przewodniczącą komitetów organizujących zawody sportowe i zabawy dla dzieci, np. podczas katowickiego Święta Dzieci w 1933.  
W czasie II wojny światowej działała w Kole Ślązaków w Londynie.

### Działalność polityczna
Brała czynny udział w III powstaniu śląskim. W czasie plebiscytu na Górnym Śląsku agitowała na rzecz Polski.
W latach 1930–1935 była posłanką na Sejm Śląski (wybrana z listy chadecji). Należała do klubu ChD–NPR.
W czasie II wojny światowej reprezentowała Śląsk i Stronnictwo Pracy w Radzie Narodowej RP przy Rządzie Polskim na Uchodźstwie w Londynie.
Po wojnie pobierała emeryturę dla zasłużonych (tzw. renta nadzwyczajna). W jej pozyskaniu pomógł jej Karol Esteicher.

## Upamiętnienie
Jest jedną z 30 bohaterek wystawy „60 na 100. SĄSIADKI. Głosem Kobiet o powstaniach śląskich i plebiscycie” powstałej w 2019 i opowiadającej o roli kobiet w śląskich zrywach powstańczych i akcji plebiscytowej. Koncepcję wystawy, scenariusz i materiały przygotowała Małgorzata Tkacz-Janik, a grafiki Marta Frej. Jest jedną z bohaterek filmu 5 kobiet Sejmu Śląskiego – fabularyzowanego dokumentu według pomysłu Małgorzaty Tkacz-Janik w reżyserii Macieja Marmoli oraz Kamila Niesłonego.

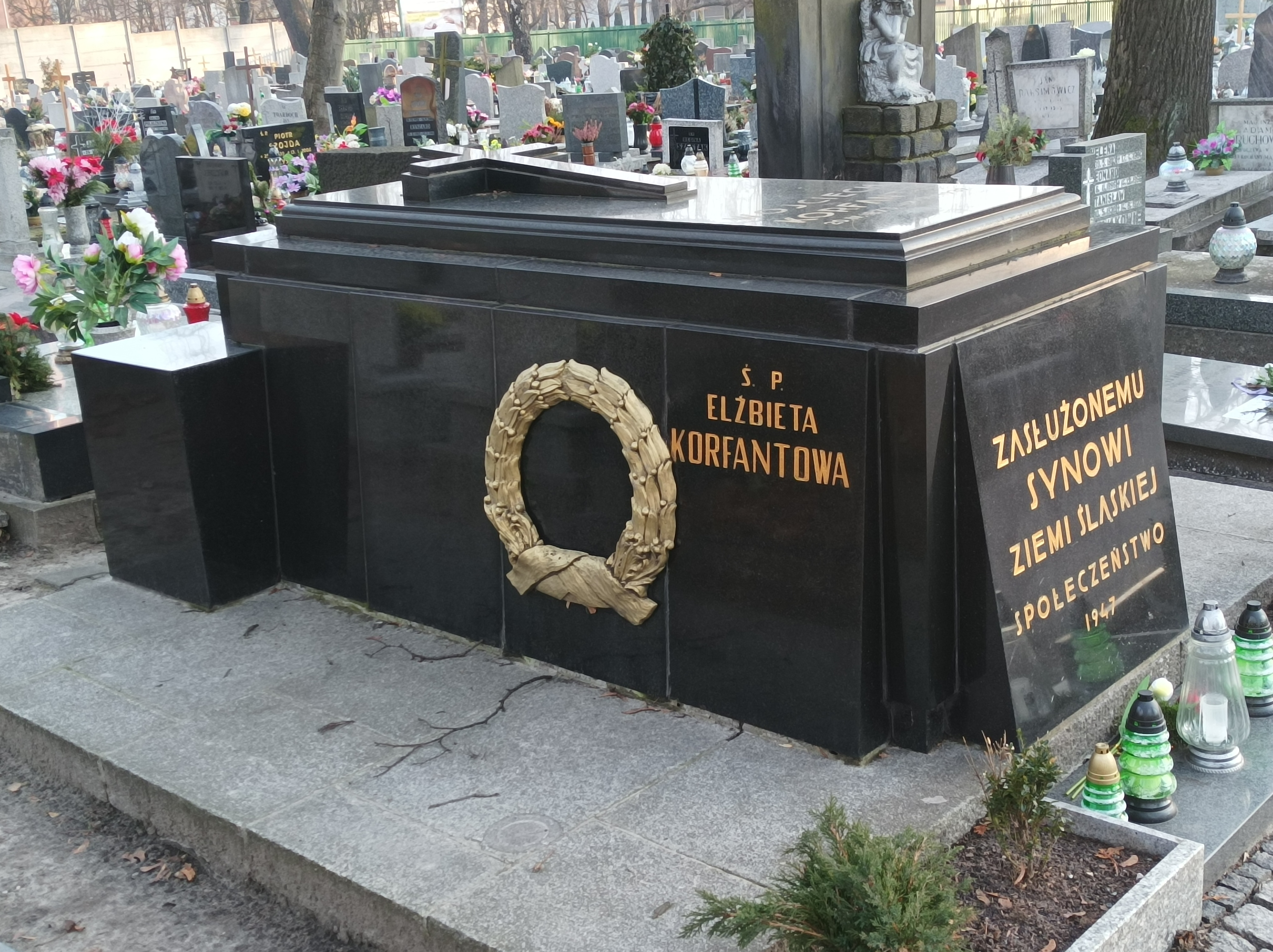
Grobowiec Wojciecha i Elżbiety Korfantych na cmentarzu przy ul. Francuskiej w Katowicach